# Leontiades de Tebes
Leontiades (en llatí Leontiades, en grec antic Λεοντιάδης) va ser un polític de Tebes que va viure al . Era fill d'Eurímac, i net del comandant Leontiades que va dirigir els tebans a la batalla de les Termòpiles.
Era polemarca de Tebes l'any 382 aC quan el comandant espartà Febides es va aturar a Tebes en la seva marxa contra Olint. Ismènies de Tebes, l'amic de Leontiades, que era del partit democràtic, no va aprovar la rebuda que li van fer, però Leontiades, del partit aristocràtic, va rebre a l'espartà amb honors i d'acord amb Àrquias de Túrios i Filip, els altres caps dels aristòcrates, el va instigar a ocupar la ciutadella de Cadmea, l'acròpoli de Tebes amb la seva ajuda.
Febides va decidir col·laborar, i per portar-ho a terme es va elegir el dia que se celebraven les Tesmofòries a la ciutadella, i el consell es va asseure a l'àgora prop de la celebració. Leontiades va dirigir-se al consell explicant els fets i assegurant que no s'usaria la violència amb aquells que acceptessin la situació. Va dir que el seu càrrec de polemarca li donava dret a capturar qualsevol persona sospitosa d'haver comès un delicte capital, i així va destituir Ismènies que va ser empresonat i la seva vacant coberta per Àrquias. Leontiades va anar a Esparta per obtenir del seu govern l'aprovació del que s'havia fet. Els espartans van enviar comissionats a Tebes que efectivament ho van aprovar i van condemnar a Ismènies a mort. Van deixar a la ciutat una guarnició espartana, segons diu Xenofont.
El govern, amenaçat per quatre-cents exiliats refugiats a Atenes, va quedar cada vegada més depenent d'Esparta. Va enviar emissaris a Atenes per assassinar els principals caps dels exiliats però només ho van aconseguir amb Andròclides. El 379 aC Pelòpides, Cefisòdor, Damòclides i Fil·lides, amb el suport dels exiliats van preparar el seu cop i es van presentar a la casa de Leontiades mentre Mel·ló i altres ho feien a la casa d'Àrquias. Pelòpides i els seus van entrar amb dificultat i Leontiades va aconseguir matar a Cefisòdor, que era el primer que va entrar, però després d'una obstinada lluita va ser mort per Pelòpides.